# Giuseppe Gené

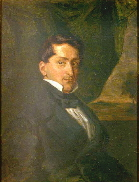
Giuseppe Gené

Giuseppe Gené, född 7 december 1800 i Turbigo i Lombardiet, död 14 juli 1847, var en italiensk naturalist. Han är auktor för Eleonorafalk som han beskrev 1839.
Han studerade på universitetet i Pavia och kom att publicera ett större antal texter inom naturalhistoria, speciellt etymologi. 1828 blev anställd på universitetet och året därpå reste han till Ungern och återvände med en samling insekter.
1830 blev han professor i zoologi vid Kungliga zoologiska museet i Turin.
1840 hedrade auktorn Brême honom genom att ge långnäbbad mås det vetenskapliga namnet Larus genei.